# وحشی‌گری پلیس در آمریکا

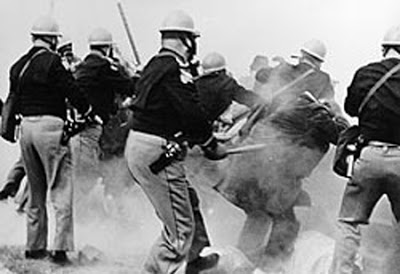
۷ مارس ۱۹۶۵: حمله پلیس آلاباما به راهپیمایان سلما به مونتگمری در "یکشنبه خونین"

وحشی‌گری پلیس در آمریکا، شامل استفاده از نیروی بیش از حد یا غیر ضروری توسط پرسنل، هنگام برخورد با مظنونان و غیرنظامیان است. این اصطلاح همچنین در مورد سوء استفاده توسط پرسنل تصحیح شده در مراکز مجازات‌های شهری، ایالتی و فدرال از جمله زندان‌های نظامی اطلاق می‌شود. انواع خشونت پلیس از حمله و ضرب و جرح (مانند ضرب و شتم) تا ضرب و جرح، شکنجه و قتل متغیر است. برخی از تعاریف گسترده تر از خشونت پلیس، آزار و اذیت (از جمله دستگیری کاذب)، ارعاب، و آزار کلامی، و سایر اشکال بدرفتاری را در بر می گیرد. حوادث بسیار مشهور دربارهٔ سوء رفتار پلیس، نه تنها بر قربانیان سوءاستفاده بلکه بر درک عمومی ادارات پلیس درگیر در این حادثه تأثیرات منفی دارد. از سال ۲۰۰۲، شدّت و طول مدت چنین تأثیراتی به ندرت مورد بررسی قرار گرفته‌است.
طبق داده های Mapping Police Violence هزاران نفر با اسلحه های شوکر و اسپری های شیمیایی مورد اصابت قرار می گیرند.تخمین زده می‌شود که هر ساله نزدیک به ۱۲۰۰ نفر در آمریکا توسط مأموران پلیس کشته می‌شوند اما حدوداً در ۹۹ درصد از این موارد، مأموران به هیچ جرمی متهم نمی‌شوند. اکثر مأمورانی که هنگام انجام مأموریت کسی را به قتل می‌رسانند به ارتکاب جرم متهم نمی‌شوند و بنابراین محکومیت کیفری نیز پیدا نمی‌کنند. به این دلیل که در این شرایط، آنها تحت حمایت قوانین جاری در آمریکا قرار دارند.
مجریان طرح موسوم به «نقشه‌برداری خشونت پلیس» توانستند ۷۶۶۶ مورد کشته شدن افراد توسط مأموران پلیس را بین سال‌های ۲۰۱۳ تا ۲۰۱۶ ثبت کنند. به گفته فعالان حقوق مدنی، این رقم شامل ۹۲ درصد کل مرگ افراد به دست پلیس است.
از میان تمامی این‌ها، تنها در ۹۹ مورد مأموران مرتبط با قتل، رسماً تحت پیگرد قرار گرفتند که حدود ۱٫۳ درصد از کل آمار است و از این تعداد هم فقط پیگرد ۲۵ مأمور، به محکومیت قضایی آنها منجر شد.
در آمریکا در هر سه ثانیه یک نفر بازداشت می‌شود و به تخمین اداره پلیس فدرال (اف‌بی‌آی)، تعداد بازداشت‌ها در سال ۲۰۱۸ به ده میلیون و سیصد هزار مورد رسید.

## علل جامعه‌شناسی
سالانه ده‌ها سیاهپوست در ایالات مختلف توسط پلیس به ناحق کشته می‌شوند. نسبت تعداد کشته شدگان سفیدپوست توسط پلیس نسبت به سیاه پوستان در آمریکا ۱ به ۱۳ است. صدها مقاله در انتقاد از این وضع نوشته شده و هزاران ساعت در تلویزیون و رادیو و مراجع قانونی دربارهٔ این وقایع ناگوار و وجود نژادپرستی در نیروی پلیس آمریکا بحث شده‌است.مرگ جورج فلوید، یک مرد سیاه پوست، در سال 2020 به دست چهار افسر پلیس در ایالت مینه سوتا ،نمونه ی وحشی گری پلیس علیه سیاه پوستان است. 25 مه 2020 بود که درک شووین افسر سابق پلیس مینیاپولیس برای نزدیک به 10 دقیقه در حالی که فلوید فریاد می زد "نمی توانم نفس بکشم" روی گردن فلوید زانو زد تا اینکه در حالی که سه افسر همکار او را تماشا می کردند و هیچ مداخله ای انجام ندادند، مرد. مرگ فلوید خشم در سراسر جهان را برانگیخت و اعتراضاتی را در مورد خشونت بی‌معنای افسران پلیس آمریکا علیه سیاه‌پوستان برانگیخت. طبق آمار ، روند تیراندازی های مرگبار پلیس در ایالات متحده در حال افزایش است، به طوری که در مجموع 956 غیرنظامی، که 207 نفر از آنها سیاه پوست بودند، تا 22 اکتبر 2024 مورد اصابت گلوله قرار گرفته اند. در سال 2023، 1164 مورد تیراندازی پلیس کشته شده است. علاوه بر این، میزان تیراندازی های مرگبار پلیس در میان سیاهپوستان آمریکایی بسیار بیشتر از هر قومیت دیگری بود و بین سال های 2015 تا اکتبر 2024 به 6.2 تیراندازی مرگبار به ازای هر میلیون نفر در سال رسید.
گروه Mapping Police Violence اخیراً پایگاه داده به روز شده خود را برای سال 2023 منتشر کرده است.در اینجا برخی از نکات کلیدی از پایگاه داده آورده شده است:
- سیاه پوستان بیشترین احتمال کشته شدن توسط پلیس را دارند.
- احتمال کشته شدن سیاه پوستان در مقایسه با سفیدپوستان 3 برابر است.
- سیاهپوستان 1.3 برابر بیشتر از سفیدپوستان غیرمسلح هستند.
- 95 درصد از ادارات پلیس شهرهای بزرگ آمریکا، سیاه‌پوستان را با نرخ بیشتری نسبت به سفیدپوستان می‌کشند.[۱۳][۱۴][۱۵]

آنچه مداوماً و علیرغم اعتراضات مردم و اخراج افسران پلیس مجرم، طی این سالها اتفاق افتاده‌است کشته شدن سیاهپوستان به دست پلیس بوده‌است. اگرچه افسران پلیس مجرم پس از وقوع این قبیل حوادث، به دادگاه کشیده شده اما در اکثر موارد تبرئه می‌شوند.
ایجاد برابری نژادی و اجرای عدالت یکسان، همواره در آمریکا مورد بحث است و این وضعیت برای کشوری مثل آمریکا با سابقه طولانی حکومت قانون، توجیه پذیر نیست. از عوامل سبب‌ساز این حوادث می‌توان به موارد مختلفی اشاره کرد تبعیض نژادی، فاصله طبقاتی، نظام سرمایه‌داری، نژادپرستی سیستماتیک نیروی پلیس و خود سیاهپوستان که نسبت جرم و جنایت در میان آن‌ها ده برابر سفیدپوستان است.
در جامعه‌شناسی جرم و جنایت به این توازن شکننده و بحران نژادی در آمریکا و نقش پلیس نگاه کلی‌تری انداخته می‌شود. واقعیت این است که اختلاف نژادی تنگاتنگ با اختلاف طبقاتی نقش مؤثری در این بحران ایفا می‌کند. چهارصد سال زندگی بردگی باعث زوال رابطه انسانی بین بردگان و اربابان سابق شده‌است که هرچند وجه قانونی آن ترمیم شده ولی وجه روانی آن هنوز بر روابط نژادی سنگینی می‌کند. باید توجه داشت که حتی تا اواسط قرن بیستم سیاه‌پوست عملاً شهروند کامل شناخته نمی‌شد و حتی در ایالاتی نظیر ایالت محل اقامت من، ویرجینیا، ازدواج بین دو نژاد جرم محسوب می‌شد. این میراث شوم به زودی از بین رفتنی نیست، به خصوص با توجه به این که ته نشست فقیرترین قشرها نژادی به‌طور دایم خودرا بازتولید می‌کند و از میان آن‌ها است که باندهای مسلح و افراد ضدقانون رشد پیدا می‌کنند. از آن گذشته اصولاً قشرها پائینی جامعه خود نیاز به داشتن قشر و گروهی پایین‌تر از خود دارند و حتی در مسایل زناشویی این امر به خوبی در روابط زن و مرد طبقه پایین آشکار است.
در این میان سیاهپوستان مفری برای تحقیر کسانی می‌شوند که خود شبانه روز تحقیر شده‌اند. افراد پلیس به خصوص از این لحاظ قابل بررسی هستند. شغل پلیسی از کم درآمدترین و خطرناک‌ترین مشاغل در آمریکاست. بر اساس یک ضرب‌المثل آمریکایی، جنایتکار و پلیس پشت و روی یک سکه‌اند.

## علل قانونی

### اجازه حمل سلاح
مسئله دیگر وجود میلیون‌ها قبضه اسلحه در دست مردم است که آزادانه آن را گاه حتی در تظاهرات و مجامع عمومی حمل می‌کنند. باتوجه به حضور باندهای فروش مواد مخدر یا «گنگ» ها و کاربرد اسلحه از طرف آن‌ها، و نیز باتوجه به حضور زیاد افراد اقلیت در این گنگ‌ها، پلیس همیشه در برخورد با سیاه پوستان و لاتین تبارها دست به اسلحه است. تعداد افراد سیاهپوست که پلیس اتومبیل آن‌ها را متوقف و بازرسی می‌کند سه برابر همتایان سفیدپوست آنهاست و نقش منفی ای که هرکدام از طرفین از یک دیگر در ذهن دارند و وفور اسلحه باعث می‌شود که این برخوردها را اغلب با خشونت همراه باشند. لحظات رویارویی پلیس و افراد مظنون چنان فراوان و در عین حال پرتنش است که برخوردهای خشونت‌آمیز اغلب بدون پیش فکر و محصول لحظه رویارویی است.
بنا بر مقاله‌ای درروزنامه نیویورک تایمز، یکی از علل عمده تبرئه شدن افسران پلیس خاطی این است که هیئت منصفه و دادستان و قاضی به این امر عنایت دارند و سختی تصمیم‌گیری آنی افسر پلیس را در برخورد با فرد مظنون در رای خود به حساب می‌آورند؛ ولی همین تبرئه شدن به نوبه خود باعث برافروختن آتش تظاهرات سیاهپوستان و اقلیت‌های دیگر و متهم کردن کل نظام به نژادپرستی است. اختیارات قانونی وسیع نیروی پلیس نیز خود از علل تجاوز به حقوق افراد مظنون است. قانون، با توجه به پیچیدگی جامعه و حضور اقلیت‌های ناراضی و آزادی خرید اسلحه و حتی سلاح‌های جنگی مثل کلاشنیکف و "ای آر-۵۰" که صرفاً استفاده نظامی دارند، برای نیروی پلیس اختیاراتی قائل می‌شود که در کمتر کشور لیبرال دموکراتی نظیر دارد.

### مصونیت صلاحیتی
براساس اصلی به نام «مصونیت صلاحیتی» یا «صلاحیت برخورداری از مصونیت»، اگر مأموران دولتی هنگام اجرای مأموریت «مرتکب اقدامی معقول اما شامل خطا در تفسیر موازین قطعی حقوقی» شوند تحت پیگرد کیفری قرار نمی‌گیرند مگر اینکه عمداً مرتکب این اقدام شده باشند. در این موارد، قربانیان و خانواده‌های آنان تنها می‌توانند مأموران پلیس را در محاکم حقوقی تحت پیگرد قرار دهند.
این اصل باعث می‌شود تا اگر مأموران دولتی واجد صلاحیت در حین انجام مأموریت حقوق فردی را نقض کنند از تعقیب کیفری مصون بمانند مگر اینکه «حق مسلم مصرحه» فرد مورد تعدی قرار گرفته باشد. حقوق مصرحه مسلم در مجموع عبارتند از حقوق شهروندی که در قانون اساسی ایالات متحده یا قوانین ایالتی تصریح شده باشد.
فعلان مدنی در ایالات متحده خواستار بازنگری قانون مصونیت پلیس شده‌اند.
پس از کشته شدن جورج فلوید و اعتراضات به کشته شدن وی، فشار افکار عمومی باعث شده که توجه به اصلاحات و تحولات بیشتر در مجموعه پلیس و قوانین آغاز شود.
کارشناسان و رسانه‌ها پیشنهاد کرده‌اند که دیوان عالی می‌تواند اصل «مصونیت صلاحیتی» را مورد بازنگری قرار دهد و فعالان مدنی نیز از کنگره خواسته‌اند تا طرح «الزام پلیس به مراعات محض همگان» را تصویب کند.
در صورت تبدیل این طرح به قانون، مأموران فدرال هنگام اجرای قانون از استفاده از اقدامات بالقوه مرگبار منع می‌شوند مگر به عنوان چاره نهایی و تنها در مواردی که روش دیگری امکان‌پذیر نباشد.
برخی از اعضای کنگره حمایت خود را از طرحی اعلام کرده‌اند که مانع از آن می‌شود که اسلحه نظامی دراختیار مراکز پلیس قرار گیرد. طرح‌های دیگری نیز برای تغییر در شرایط کنونی به کنگره پیشنهاد شده‌است.
بنا بر مقاله‌ای درروزنامه نیویورک تایمز، یکی از علل عمده تبرئه شدن افسران پلیس خاطی این است که هیئت منصفه و دادستان و قاضی به این امر عنایت دارند و سختی تصمیم‌گیری آنی افسر پلیس را در برخورد با فرد مظنون در رای خود به حساب می‌آورند؛ ولی همین تبرئه شدن به نوبه خود باعث برافروختن آتش تظاهرات سیاهپوستان و اقلیت‌های دیگر و متهم کردن کل نظام به نژادپرستی است. اختیارات قانونی وسیع نیروی پلیس نیز خود از علل تجاوز به حقوق افراد مظنون است. قانون، با توجه به پیچیدگی جامعه و حضور اقلیت‌های ناراضی و آزادی خرید اسلحه و حتی سلاح‌های جنگی مثل کلاشنیکف و "ای آر-۵۰" که صرفاً استفاده نظامی دارند، برای نیروی پلیس اختیاراتی قائل می‌شود که در کمتر کشور لیبرال دموکراتی نظیر دارد.

### علل سیاسی
ساخت سیاسی نیروی پلیس نیز در این میان از لحاظ مصون بودن به انتقادات مردم و تداوم روش‌های گذشته باوجود غلط بودن آن مؤثر است. در ایالات متحده اتحادیه‌های مختلف کارگری و کارمندی از قدرت بالایی برخوردارند. بنا بر یک روال قدیمی، معمولاً اتحادیه‌های کارگری و آموزگاران و هنرمندان و نویسندگان امثال آن‌ها متمایل به احزاب و جریانات لیبرال هستند حال آن که اتحادیه کامیون‌داران و پلیس و پزشکان و امثال آن‌ها به جریانات محافظه کار نزدیک‌ترند.
این وضعیت خاص باعث می‌شود که مثلاً اتحادیه پلیس از وزن سیاسی بالایی برخوردار باشد و به همان مقیاس، از فشار افکار اجتماعی و نظارت افراد سیویل مصون. برای نمونه، باب کرول، رئیس قدرتمند اتحادیه پلیس مینیاپولیس، شهری که قتل جورج فلوید در آنجا اتفاق افتاد، به تمایلات نژادپرستانه شهرت دارد. هم او، بنا بر تحقیق مجله «مادر جونز» از فعالان جناح راست حزب جمهوریخواه است که در کنار دونالد ترامپ در سفرهای او به این ایالت ظاهر می‌شود.
فدراسیون پلیس در یک اقدام جمع‌آوری وجوه برای کمپین ترامپ فقط با فروش تی‌شرت با سینه نوشتِ «پلیس در خدمت ترامپ» صدهزار دلار جمع‌آوری کرد. او اکثراً از زبان ناسزا و توهین در مقابل مردم سیاه‌پوست استفاده می‌کند. بنا بر گزارش محلی «استار تریبیون» حداقل ۲۰ مورد شکایت از او شده‌است که به لحاظ نفوذ سیاسی او راه به جایی نبرده‌است. باید توجه کرد که سیاهپوستان ۲۰ درصد جمعیت این ایالت را تشکیل می‌دهند در حالی که تعداد کشته شدگان آن‌ها به دست پلیس ۶۰ در صد تعداد کل کشته شدگان است.

## تحقیقات قضایی
در اوایل قرن بیستم، جامعه آمریکا تا حد زیادی خشونت اوباش را رد کرد، اما شروع به پذیرش و پذیرش استفاده مکرر از خشونت مرگبار توسط افسران پلیس کرد. یک ذهنیت جنگجو در میان بسیاری از مجریان قانون پدیدار شد که اقدامات تهاجمی و حتی مرگبار علیه گروه های خاص را جزء ضروری حفظ نظم اجتماعی می دانستند. در این فرآیند، بسیاری از آمریکایی‌ها، از جمله دادستان‌ها، اعضای هیئت منصفه و قضات، خشونت پلیس را به عنوان امنیت عمومی ضروری بازخوانی می‌کنند و کاملاً در چارچوب «حاکمیت قانون» عمل می‌کنند.
در آمریکا، تحقیق قضایی روی پرونده‌های وحشیگری پلیس غالباً به کمیسیون‌های مستقل پلیس و/یا دادستان‌های ناحیه‌ای واگذار شده‌است. کمیسیون‌های داخلی پلیس غالباً به خاطر نبود پاسخگویی و سوگیری به نفع پلیس‌ها مورد انتقاد قرار گرفته‌است، چرا که آنان اغلب پس از بررسی اعلام می‌کنند که مامور(ان) در چارچوب ضوابط اداره با مطابق آموزش‌هایشان عمل کرده‌اند. برای مثال، مطالعه در آوریل ۲۰۰۷ در خصوص اداره پلیس شیکاگو دریافت که از بین بیش از ۱۰٬۰۰۰ شکایت از سو رفتار پلیس که بین سال‌های ۲۰۰۲ و ۲۰۰۳ ارسال شده، تنها ۱۹ مورد (۰٫۱۹٪) منجر به کنش انضباطی معنادار شده‌است. این مطالعه نهاد نظارتی اداره پلیس را متهم می‌کند که به مأموران «با گرایش‌های جنایتکارانه اجازه می‌دهد با مصونیت عمل کنند» و استدلال می‌کند نباید به اداره پلیس شیکاگو اجازه داده شود بر خود نظارت کند.